# Борисенко Наталія Валентинівна
Наталія Валентинівна Борисенко (нар.. 9 лютого 1956, Львів, Українська РСР, СРСР) — українська майстриня декоративного мистецтва (художній текстиль), член Національної спілки художників України (НСХУ) (1987).

## Життєпис
Наталія Борисенко народилася 9 лютого 1956 року в Львові у родині українського скульптора Валентина Борисенка. Після закінчення середньої школи навчалася у Львівському інституті прикладного та декоративного мистецтва. Навчалася у майстернях викладачів Ігоря Боднара, Данила Довбошинського та Карла Звіринського. Після закінчення закладу вищої освіти в 1977 році залишилася тут на кафедрі художнього текстилю викладачкою. Через три роки, у 1980 році перейшла до Творчо-виробничого об'єднання «Художник». У 1987 році стала членом Національної спілки художників України (НСХУ). У 1990 році переїхала до Києва, де почала працювати викладачкою в центральному палаці творчості дітей та юнацтва, а з 1995 році працює в Художній студії при Національній спілці художників України (НСХУ) в Києві.

## Творчість
Починаючи з 1977 року Наталія Борисенко бере участь в республіканських та всесоюзних виставках. Зокрема, відбулися персональні виставки в Києві. Роботи художниці зберігаються в Національному музеї у Львові, Всеросійському музеї декоративно-прикладного та народного мистецтва в Москві. 1983 року Наталія Борисенко створила гобелен «Черкащина» для Черкаського обласного краєзнавчого музею, 1985 — серію гобеленів «Поганство прадавніх слов'ян» для військового санаторію в Криму, 1987 — сценічну завісу-батик «Весна» для санаторію «Хмільник» у м. Хмільник Вінницької області, 1990 — декоративну завісу-батик для Центру реабілітації в Миргороді Полтавської області.
У своїх творах художниця демонструє потяг до монументального ліризму і ритмічної зрівноваженості архітектонічної композиції. Основою синтетичного образу творів Наталії Борисенко є гармонійне поєднання стилізованих фігуративних зображень рослин з абстрактно-пластичними побудовами. У поліхромних вишивках — на загальному чорному тлі проступає вишуканий графізм. Авторка прагне довести зображення до компактних геометричних форм, використовуючи гру кольорів контрастів.

### Мистецькі твори
- 1990 — гобелени — «Танок з рибою», «Спокій», «Море»;
- 1995 — авторські вишивки — «Гори», «Ті, які йдуть»;
- 1998 — авторська вишивка «Між гілками»;
- 2002 — триптих «Квіти»;
- 2003 — «Ріка життя», «Відблиски місяця».

Персональні виставки
- Київ (1995, 1998, 1999, 2001; спільно з чоловіком Миколою Біликом та сестрою Лідією Борисенко).

## Родина
- Батько — український скульптор Валентин Борисенко (1929—1990).
- Сестра — майстриня декоративного мистецтва Лідія Борисенко (нар. 1965).
- Чоловік — український скульптор Микола Білик (нар. 1953).
- Син — український скульптор Назар Білик.